# Louis F. Hart
Louis Folwell Hart, född 4 januari 1862 i Moniteau County i Missouri, död 4 december 1929 i Tacoma i Washington, var en amerikansk republikansk politiker. Han var Washingtons viceguvernör 1913–1919 och guvernör 1919–1925.
Hart studerade juridik i Missouri. Han valdes 1912 för första gången till Washingtons viceguvernör. Guvernör Ernest Lister avgick 1919 på grund av en sjukdom och efterträddes av Hart som därefter vann guvernörsvalet 1920.
Hart avled 1929 och gravsattes på begravningsplatsen Masonic Memorial Park i Tumwater.